# Rafidine Abdullah
Rafidine Abdullah (Marseille, 15 januari 1994) is een Frans voetballer die bij voorkeur als centrale middenvelder speelt. Hij verruilde in 2013 Olympique Marseille voor FC Lorient. Hij kan zowel in een defensieve als in een aanvallende rol uit de voeten.

## Clubcarrière
Didier Deschamps liet Abdullah tijdens het seizoen 2011-2012 regelmatig meetrainen met het eerste elftal van Olympique Marseille. Toen Elie Baup in juli 2012 aangesteld werd als opvolger van gloednieuw Frans bondscoach Deschamps, haalde die Abdullah definitief bij het eerste elftal. Hij maakte z'n debuut op 9 augustus 2012 in de Europa League-voorronde tegen het Turkse Eskişehirspor.

## Interlandcarrière
Abdullah speelde voor Frankrijk -18, -19 en -20.
1 Gomis ·
2 Silva ·
3 Talbi ·
4 Mouyokolo ·
5 B. Mendy ·
8 Innocent ·
10 Faivre ·
11 Dieng ·
12 Yongwa ·
13 F. Mendy ·
14 Bakayoko ·
15 Laporte ·
17 Makengo ·
19 Abergel  ·
20 Sylla ·
21 Ponceau ·
22 Kroupi ·
24 Kalulu ·
25 Le Goff ·
26 Pagis ·
27 Aiyegun ·
29 Doucouré ·
37 Le Bris ·
38 Mvogo ·
44 Kari ·
77 Grbić ·
93 Mvuka ·
94 Youfeigane ·
95 Touré ·
97 Boisgard ·
Coach: Le Bris